# پرچم تووا
پرچم جمهوری تووا از جمهوری‌های خودمختار فدراسیون روسیه نخستین بار با تناسب ۱:۲ در تاریخ ۱۷ سپتامبر ۱۹۹۲ توسط اویون-اول ست طراحی شد و پس از آن در تاریخ ۸ فوریهٔ ۲۰۰۲، تناسب آن به ۲:۳ تغییر یافت. این پرچم متشکل از زمینه‌ای به‌رنگ آبی کم‌رنگ است که سجاف‌بندی‌هایی Yشکل به رنگ‌های سفید و آبی کمرنگ در میان آن با مثلث زردرنگی در بخش اهتزاز پرچم هم‌حاشیه‌اند. 

## نمادشناسی
- رنگ سفید نشانهٔ نقره و پاکدامنی است.
- مثلث زرد نماد طلا و بودیسم است.
- آبی نماد اخلاقیات عشایر گله‌دار و همچنین آبی آسمان توواست.
- سجاف‌بندی Y شکل آبی‌رنگ نشانهٔ تلاقی دو رود بیی خِم یا ینی‌سئی بزرگ و کا خم یا ینی‌سئی کوچک در کیزیل، پایتخت توواست که تشکیل رود ینی‌سئی را می‌دهد که در بین افراد محلی به رود اولوگ-خم معروف است.

## پرچم‌های مشابه

پرچم وانواتو
پرچم آفریقای جنوبی